# UCI World Tour 2019
De UCI World Tour 2019 was de negende editie van deze internationale wielercompetitie op de wielerkalender die door de UCI werd georganiseerd.

## Ploegen
Er waren achttien ingeschreven ploegen. Alle ploegen kregen een licentie:
| Ploeg                          | Land                         | Renners | Fietsmerk   | UCI-Code | Sinds |
| ------------------------------ | ---------------------------- | ------- | ----------- | -------- | ----- |
| AG2R La Mondiale               | Frankrijk                    | 28      | Eddy Merckx | ALM      | 2000  |
| Astana Pro Team                | Kazachstan                   | 28      | Argon 18    | AST      | 2005  |
| Bahrain-Merida                 | Bahrein                      | 25      | Merida      | TBM      | 2017  |
| BORA-hansgrohe                 | Duitsland                    | 27      | Specialized | BOH      | 2010  |
| CCC Team                       | Polen                        | 24      | Giant       | CPT      | 2019  |
| Deceuninck–Quick-Step          | België                       | 24      | Specialized | DQT      | 2003  |
| EF Education First Pro Cycling | Verenigde Staten             | 27      | Cannondale  | EF1      | 2005  |
| Groupama-FDJ                   | Frankrijk                    | 28      | Lapierre    | GFC      | 1997  |
| Lotto Soudal                   | België                       | 27      | Ridley      | LTS      | 1985  |
| Movistar Team                  | Spanje                       | 26      | Canyon      | MOV      | 2004  |
| Mitchelton-Scott               | Australië                    | 26      | Scott       | MTS      | 2012  |
| Team Dimension Data            | Zuid-Afrika                  | 27      | BMC         | TDD      | 2007  |
| Team INEOS                     | Verenigd Koninkrijk          | 27      | Pinarello   | INE      | 2010  |
| Team Jumbo-Visma               | Nederland                    | 26      | Bianchi     | TJV      | 1996  |
| Team Katjoesja Alpecin         | Zwitserland                  | 23      | Canyon      | TKA      | 2004  |
| Team Sunweb                    | Duitsland                    | 25      | Cervélo     | SUN      | 1998  |
| Trek-Segafredo                 | Verenigde Staten             | 26      | Trek        | TFS      | 2010  |
| UAE Team Emirates              | Verenigde Arabische Emiraten | 29      | Colnago     | UAD      | 1992  |

## Wedstrijden
Er waren twee wijzigingen ten opzichte van het seizoen 2018. De nieuwe Ronde van de Verenigde Arabische Emiraten is ontstaan uit een samenwerking tussen de voormalige Ronde van Abu Dhabi en de Ronde van Dubai. De Driedaagse Brugge-De Panne promoveerde naar het hoogste niveau. De volgende wedstrijden maakten in 2019 deel uit van de UCI World Tour:
| Datum                    | Koers                                     | Winnaar              | Winnaar               | Klassementsleider tussenstand UCI-ranking | Ploegenklassement UCI-ranking |
| ------------------------ | ----------------------------------------- | -------------------- | --------------------- | ----------------------------------------- | ----------------------------- |
| 15–20 januari            | Tour Down Under                           | Daryl Impey          | Mitchelton-Scott      | Alejandro Valverde                        | Deceuninck–Quick-Step         |
| 27 januari               | Cadel Evans Great Ocean Road Race         | Elia Viviani         | Deceuninck–Quick-Step | Alejandro Valverde                        | Deceuninck–Quick-Step         |
| 25 februari–2 maart      | Ronde van de Verenigde Arabische Emiraten | Primož Roglič        | Team Jumbo-Visma      | Alejandro Valverde                        | Deceuninck–Quick-Step         |
| 2 maart                  | Omloop Het Nieuwsblad                     | Zdeněk Štybar        | Deceuninck–Quick-Step | Alejandro Valverde                        | Deceuninck–Quick-Step         |
| 9 maart                  | Strade Bianche                            | Julian Alaphilippe   | Deceuninck–Quick-Step | Alejandro Valverde                        | Deceuninck–Quick-Step         |
| 10–17 maart              | Parijs-Nice                               | Egan Bernal          | Team Sky              | Alejandro Valverde                        | Deceuninck–Quick-Step         |
| 13–19 maart              | Tirreno-Adriatico                         | Primož Roglič        | Team Jumbo-Visma      | Julian Alaphilippe                        | Deceuninck–Quick-Step         |
| 23 maart                 | Milaan-San Remo                           | Julian Alaphilippe   | Deceuninck–Quick-Step | Julian Alaphilippe                        | Deceuninck–Quick-Step         |
| 25–31 maart              | Ronde van Catalonië                       | Miguel Ángel López   | Astana Pro Team       | Julian Alaphilippe                        | Deceuninck–Quick-Step         |
| 27 maart                 | Driedaagse Brugge-De Panne                | Dylan Groenewegen    | Team Jumbo-Visma      | Julian Alaphilippe                        | Deceuninck–Quick-Step         |
| 29 maart                 | E3 BinckBank Classic                      | Zdeněk Štybar        | Deceuninck–Quick-Step | Julian Alaphilippe                        | Deceuninck–Quick-Step         |
| 31 maart                 | Gent-Wevelgem                             | Alexander Kristoff   | UAE Team Emirates     | Julian Alaphilippe                        | Deceuninck–Quick-Step         |
| 3 april                  | Dwars door Vlaanderen                     | Mathieu van der Poel | Corendon-Circus       | Julian Alaphilippe                        | Deceuninck–Quick-Step         |
| 7 april                  | Ronde van Vlaanderen                      | Alberto Bettiol      | EF Education First    | Julian Alaphilippe                        | Deceuninck–Quick-Step         |
| 8–13 april               | Ronde van het Baskenland                  | Jon Izagirre         | Astana Pro Team       | Julian Alaphilippe                        | Deceuninck–Quick-Step         |
| 14 april                 | Parijs-Roubaix                            | Philippe Gilbert     | Deceuninck–Quick-Step | Julian Alaphilippe                        | Deceuninck–Quick-Step         |
| 16–21 april              | Ronde van Turkije                         | Felix Großschartner  | BORA-hansgrohe        | Julian Alaphilippe                        | Deceuninck–Quick-Step         |
| 21 april                 | Amstel Gold Race                          | Mathieu van der Poel | Corendon-Circus       | Julian Alaphilippe                        | Deceuninck–Quick-Step         |
| 24 april                 | Waalse Pijl                               | Julian Alaphilippe   | Deceuninck–Quick-Step | Julian Alaphilippe                        | Deceuninck–Quick-Step         |
| 28 april                 | Luik-Bastenaken-Luik                      | Jakob Fuglsang       | Astana Pro Team       | Julian Alaphilippe                        | Deceuninck–Quick-Step         |
| 30 april–5 mei           | Ronde van Romandië                        | Primož Roglič        | Team Jumbo-Visma      | Julian Alaphilippe                        | Deceuninck–Quick-Step         |
| 1 mei                    | Eschborn-Frankfurt                        | Pascal Ackermann     | BORA-hansgrohe        | Julian Alaphilippe                        | Deceuninck–Quick-Step         |
| 11 mei–2 juni            | Ronde van Italië                          | Richard Carapaz      | Movistar Team         | Julian Alaphilippe                        | Deceuninck–Quick-Step         |
| 12–18 mei                | Ronde van Californië                      | Tadej Pogačar        | UAE Team Emirates     | Julian Alaphilippe                        | Deceuninck–Quick-Step         |
| 9–16 juni                | Critérium du Dauphiné                     | Jakob Fuglsang       | Astana Pro Team       | Julian Alaphilippe                        | Deceuninck–Quick-Step         |
| 15–23 juni               | Ronde van Zwitserland                     | Egan Bernal          | Team INEOS            | Julian Alaphilippe                        | Deceuninck–Quick-Step         |
| 6–28 juli                | Ronde van Frankrijk                       | Egan Bernal          | Team INEOS            | Julian Alaphilippe                        | Deceuninck–Quick-Step         |
| 3 augustus               | Clásica San Sebastián                     | Remco Evenepoel      | Deceuninck–Quick-Step | Julian Alaphilippe                        | Deceuninck–Quick-Step         |
| 3–9 augustus             | Ronde van Polen                           | Pavel Sivakov        | Team INEOS            | Julian Alaphilippe                        | Deceuninck–Quick-Step         |
| 4 augustus               | RideLondon Classic                        | Elia Viviani         | Deceuninck–Quick-Step | Julian Alaphilippe                        | Deceuninck–Quick-Step         |
| 12–18 augustus           | / BinckBank Tour                          | Laurens De Plus      | Team Jumbo-Visma      | Julian Alaphilippe                        | Deceuninck–Quick-Step         |
| 24 augustus–15 september | Ronde van Spanje                          | Primož Roglič        | Team Jumbo-Visma      | Julian Alaphilippe                        | Deceuninck–Quick-Step         |
| 25 augustus              | EuroEyes Cyclassics                       | Elia Viviani         | Deceuninck–Quick-Step | Julian Alaphilippe                        | Deceuninck–Quick-Step         |
| 1 september              | Bretagne Classic                          | Sep Vanmarcke        | EF Education First    | Julian Alaphilippe                        | Deceuninck–Quick-Step         |
| 13 september             | Grote Prijs van Quebec                    | Michael Matthews     | Team Sunweb           | Julian Alaphilippe                        | Deceuninck–Quick-Step         |
| 15 september             | Grote Prijs van Montreal                  | Greg Van Avermaet    | CCC Team              | Primož Roglič                             | Deceuninck–Quick-Step         |
| 12 oktober               | Ronde van Lombardije                      | Bauke Mollema        | Trek-Segafredo        | Primož Roglič                             | Deceuninck–Quick-Step         |
| 17–22 oktober            | Ronde van Guangxi                         | Enric Mas            | Deceuninck–Quick-Step | Primož Roglič                             | Deceuninck–Quick-Step         |